# Outface
Outface fue una banda estadounidense de punk rock/hardcore, formada en la ciudad de Cleveland, Ohio, a mediados de la década de los ochenta por los músicos Chris Hall y Charlie Garriga. El vocalista y guitarrista Derrick Green, quien reemplazó a Max Cavalera en la agrupación brasileña Sepultura, también hizo parte de Outface. Participó también en la banda el bajista Frank Cavanagh de la agrupación Filter, y el guitarrista Charlie Garriga de CIV. Mark Konopka fue el baterista. Grabaron un demo en 1987, y se reunieron nuevamente para grabar un álbum en 1992 titulado Friendly Green. Su sonido puede ser considerado como una variación entre el rock, el metal y el punk, con algunos elementos de ska.

## Discografía
- Friendly Green (1992)